# Крылья Титана (альбом)
«Крылья Титана» — четвёртый студийный альбом группы Братья Грим, выпущенный 9 декабря 2010 года. Альбом записывался в 2009—2010 годы в Москве. Это первый альбом, записанный без участия Бориса Бурдаева — одного из братьев-основателей группы. Песню «Аллилуйя» Константин Бурдаев посвятил своей жене, которая скончалась через неделю после релиза альбома.

## Список композиций
Слова и музыка всех песен — Костя Грим, кроме «Вернись», «Молодая поэтесса» — Боря Грим, «Свеча» — Андрей Макаревич.
| №   | Название           | Длительность |
| --- | ------------------ | ------------ |
| 1.  | «Лаос»             | 3:35         |
| 2.  | «Миллабэллия»      | 3:14         |
| 3.  | «Аллилуйя»         | 4:01         |
| 4.  | «Молодая поэтесса» | 3:41         |
| 5.  | «Самолёты»         | 3:39         |
| 6.  | «Вернись»          | 3:14         |
| 7.  | «Девочка Попс»     | 3:41         |
| 8.  | «Стерва»           | 4:33         |
| 9.  | «Цунами»           | 3:57         |
| 10. | «Город мой»        | 4:33         |
| 11. | «Освобождение»     | 3:09         |

| №   | Название                                  | Длительность |
| --- | ----------------------------------------- | ------------ |
| 12. | «Молодая поэтесса» (Goa version)          | 3:44         |
| 13. | «Девочка Попс» (при уч. Федул Жадный)     | 3:41         |
| 14. | «Свеча» (трибьют группы "Машина Времени") | 4:54         |

## Участники записи
- Константин «Грим» Бурдаев — вокал, гитара, аранжировки, сэмплы, бас-гитара, автор
- Дмитрий Крючков  — гитара
- Катя Плетнёва — клавишные, бэк-вокал, акустическая гитара
- Александр Ольхин — бас-гитара
- Денис Попов — барабаны

## Видеоклипы
- «Лаос» (2009)
- «Аллилуйя» (2011)
- «Вернись» (2011)

## Рецензии
Константин Бурдаев цепко ухватил все фирменные приметы придуманного им с братом «грим-рока» (взять все модное и мейнстримовое, смешать в непредсказуемых пропорциях, добавив изящество, изысканность и некоторую манерность подачи). Вокалист так же старательно, как и раньше, тянет звук «р-р-р» в экзотических словах, типа «Мураками» и с удовольствием использует проблемные для произношения скороговорки («Миллабэллия»). — KM.RU

 "Крылья Титана" выглядит именно как альбом "Братьев Грим", но "Братьев Грим", напрочь лишенных амбиций. Это такое (по сути, не по методу записи) уютное домашнее музицирование — не будь у Кости вышеописанного бэкграунда, большинство представленных здесь песен вряд ли вышли бы за пределы его кухни. Знакомый голос, мягкие аранжировки, очень ровное настроение — из потока фоновой по сути музыки, которая будет интересна только давним поклонникам проекта, выделяется лишь несколько треков: "Вернись", "Аллилуйя" и "Город мой", единственная здесь эмоционально окрашенная и проникновенно исполненная вещь. Костя не скрывает, что на правах близнеца использовал какие-то Борины песни, не спрашивая у него разрешения. — InterMedia.ru